# 普拉托反应
普拉托反应（英語：Prato reaction）是发生在富勒烯或碳纳米管与亚甲胺鎓内盐之间的1,3-偶极环加成反应。此反应以其研究者，意大利化学家毛里奇奥·普拉托（Maurizio prato）的名字命名。利用此反应是制取官能化富勒烯/（单壁）纳米管，是对富勒烯进行表面化学修饰的重要方法之一。
例如，肌氨酸与多聚甲醛在甲苯中加热回流反应能产生亚甲胺鎓内盐，它与富勒烯中的6,6-键发生1,3-偶极环加成，可以82％产率得到相应的取代吡咯烷基富勒烯。
氨基酸用甘氨酸修饰后，所得的官能化纳米管可溶于常用溶剂（如氯仿、丙酮），而且生成尺寸较大的聚集体。
此反应与富勒烯的宾格尔反应和狄尔斯－阿尔德反应等其他反应一样是可逆的。在催化剂（如威尔金森催化剂、三氟甲磺酸铜）存在下，在邻二氯苯中用30倍过量的亲偶极体（如顺丁烯二酸，用于捕获叶立德）处理普拉托产物吡咯烷基富勒烯，回流反应8-18小时，可使之发生环消除，再生C60。对于N-甲基吡咯烷衍生物来说，逆普拉托反应效果并不理想，产率只有5％。一般地，含氮五元环只有在α-位用甲基、苯基或酯基取代后，其逆普拉托反应才有较理想的产率。
此外还可通过用氧化三甲胺与LDA在四氢呋喃中与纳米管回流反应，以完成后者的官能化。而且，当胺上带有芳基（如芘基）时，反应前，该芳基可借助π堆积而在纳米管表面进行自组装，从而使该反应在室温下就可进行。
吡咯烷取代基为2,4,6-三(烷氧基)苯基时，少量溶剂存在下，可通过普拉托反应得一液态富勒烯。